# KSV Kortrijk
KSV Kortrijk is een Belgische voetbalclub uit Kortrijk. De club is bij de Belgische voetbalbond aangesloten met stamnummer 4253 en heeft blauw-zwart als kleuren. De club speelt al haar hele bestaan in de provinciale reeksen.

## Geschiedenis
In 1925 werd op de wijk Soetens Molens een voetbalploeg opgericht met de naam Sportvereniging Soetens Molen. Rond 1930 ging men samen met Groeninge Sport, een ploeg gepatroneerd door Kortrijkse pannenfabriek. Door de mobilisatie aan het begin van de Tweede Wereldoorlog vielen de voetbalactiviteiten stil. In 1945 werd een nieuwe club aangesloten bij de Belgische Voetbalbond, SV Kortrijk. De club bleef de volgende decennia in de provinciale reeksen spelen. De club ging verschillende malen op en neer tussen de provinciale reeksen, maar raakte nooit hoger dan Eerste Provinciale.
De voetbalclub heeft haar terreinen op de wijk de Drie Hofsteden.